# Canção dos salianos

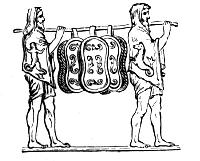
Desenho romano antigo. Os sacerdotes salianos carregam seus escudos sagrados.

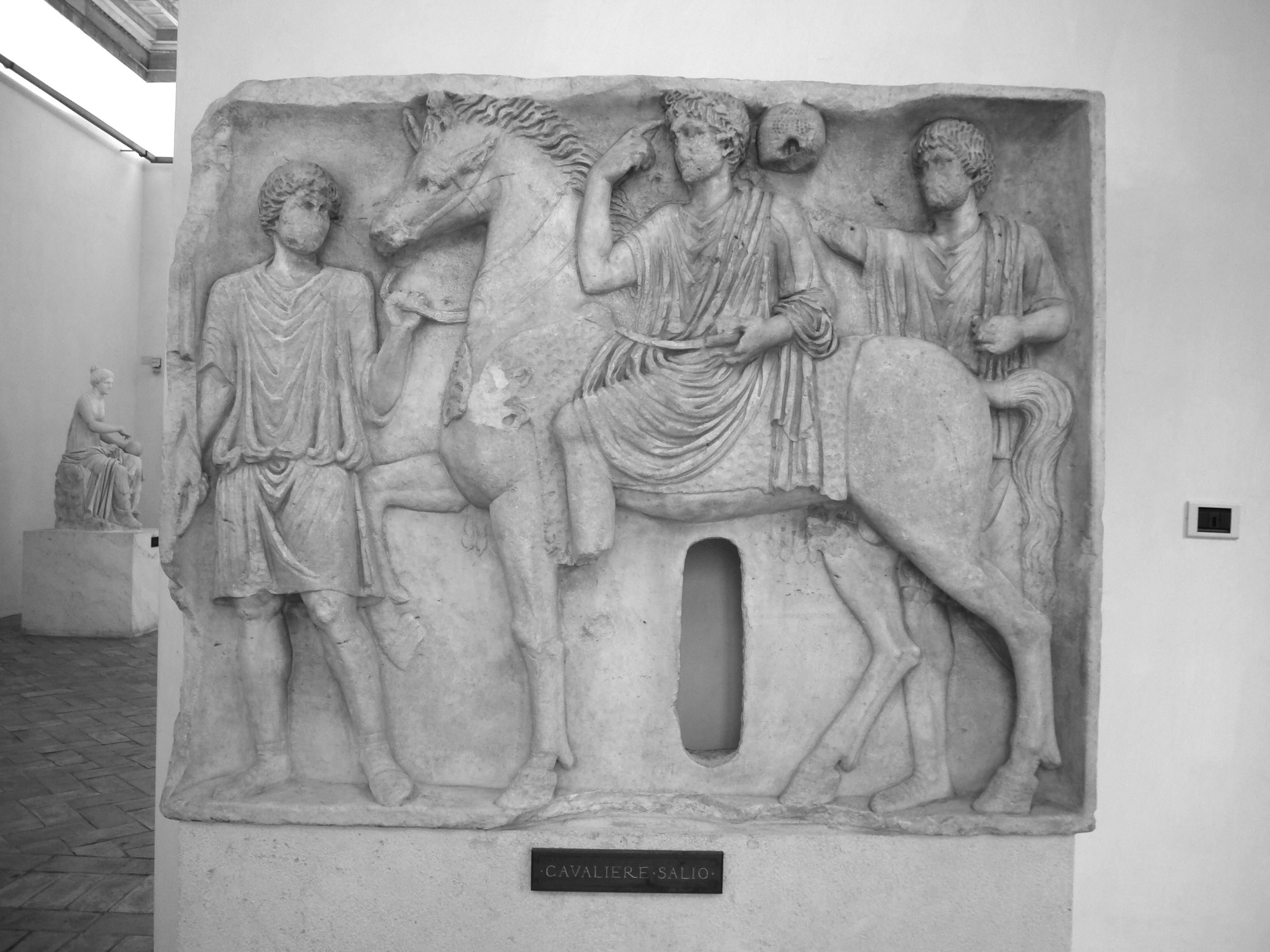
Escultura que descreve o Salii (Museu Nacional de Roma - Palazzo Altemps, Roma)

A Canção dos salianos (Carmen Saliare) em latim, é um fragmento do latim arcaico, que desempenhou um papel nos rituais realizados pelos Salii (sacerdotes salianos, também conhecidos como "sacerdotes saltadores") da Roma antiga. Existem 35 fragmentos da Canção dos salianos, que podem ser lidos no FPL de Morel.
Os rituais giravam em torno de Marte e Quirinus, e foram realizados em março e outubro. Estes envolveram procissões em que se vestiam armaduras e armas arcaicas, realizavam a dança sagrada e cantavam o Carmen Saliare. Como um corpo que existiam antes da fundação da República Romana, traçando sua origem de volta ao reinado de Numa Pompílio. Os sacerdotes salianos foram escolhidos dos filhos de famílias patricianas cujos pais ainda estavam vivos. Eles foram nomeados para a vida, embora tenham permissão para se demitir do sacerdócio de Salian se conseguissem um sacerdócio mais prestigiado ou uma importante magistratura.
Os fragmentos 1 e 3 do hino foram preservados por Marco Terêncio Varrão em sua na sua obra De Lingua Latina, 7.26, 27, e no fragmento 2 de Quinto Terêncio Escauro em De Orthographia. Eles dizem:
| Texto | \|\| | Tradução |
| --- | ---- | --- |
| divum +empta+ cante, divum deo supplicate cume tonas, Leucesie, prae tet tremonti +quot+ ibet etinei de is cum tonarem ...cozeulodorieso. Omnia vero adpatula coemisse. Ian cusianes duonus ceruses dunus Ianusve vet pom melios eum recum. |      | Cante dele, o pai dos deuses! Apelo ao deus dos deuses! Quando você tropeçar, ó Deus de luz, eles tremem diante de ti! Todos os deuses que estão por baixo de ti ouviram o teu trovão! ... Mas ter adquirido tudo o que está espalhado Agora, bom ... de Ceres ... ou Janus |

ou
... cume tonas, Leucesie, prae tet tremonti quom tibi cunei decstumum tonaront ...
A interpretação completa do texto encontrou dificuldades. As palavras latinas que são facilmente reconhecidas nela parecem mencionar trovões, Jano e Ceres. Mesmo no primeiro século aC, Cícero não conseguiu interpretar muito o canto.
O misterioso cozeulodorieso atraiu várias propostas. Júlio Pompônio Leto propôs no seu editio princeps a interpretação osculo dolori ero "Eu vou ser um beijo para o sofrimento", embora suas emendas sejam agora descartadas como "fantasia editorial". George Hempl restaurou-o com mais atenção para coceulod orieso, atestado em alguns manuscritos, além do espaçamento, que é um bom latim arcaico para o clássico cucūlō oriēre "(você irá) com o cuco".
Nos Annales, escrito pelo historiador romano Tácito, revela-se que vários romanos propuseram o nome de Germânico para ser adicionado à Canção Salian, como uma lembrança de sua virtude e boa vontade.